# ラグビーチーム一覧
主要リーグに所属しているラグビーユニオンチームの一覧。

## スーパーラグビー
スーパーラグビー・パシフィックの2023シーズンの所属チーム。

### ニュージーランド
- ブルーズ
- チーフス
- クルセイダーズ
- ハイランダーズ
- ハリケーンズ
- モアナ・パシフィカ

### オーストラリア
- ブランビーズ
- ウェスタン・フォース
- レベルズ
- レッズ
- ワラターズ

### フィジー
- フィジアン・ドゥルア

## ユナイテッド・ラグビー・チャンピオンシップ
ユナイテッド・ラグビー・チャンピオンシップの2022-23シーズンの所属チーム。

### アイルランド
- コナート・ラグビー
- レンスター・ラグビー
- マンスター・ラグビー
- アルスター・ラグビー

### ウェールズ
- カーディフ・ラグビー
- ドラゴンズ
- オスプリーズ
- スカーレッツ

### スコットランド
- エディンバラ・ラグビー
- グラスゴー・ウォリアーズ

### イタリア
- ベネットン・ラグビー
- ゼブレ・パルマ

### 南アフリカ共和国
- ブルズ
- ライオンズ
- シャークス
- ストーマーズ

## スーペル・ラグビー・アメリカス
スーペル・ラグビー・アメリカスの2024シーズンの所属チーム。

### アルゼンチン
- ドゴスXV
- パンパス

### ウルグアイ
- ペニャロール・ラグビー

### チリ
- セルクナム

### パラグアイ
- ジャカレXV

### ブラジル
- コブラス・ブラジウ・ラグビー

### アメリカ合衆国
- アメリカン・ラプターズ

## メジャーリーグラグビー
メジャーリーグラグビーの2023シーズンの所属チーム。

### アメリカ合衆国
- シカゴ・ハウンズ
- ダラス・ジャッカルズ
- ヒューストン・セイバーキャッツ
- サンディエゴ・リージョン
- シアトル・シーウルブズ
- ユタ・ウォリアーズ
- ニューイングランド・フリージャックス
- ニューオーリンズ・ゴールド
- オールドグローリーDC
- ラグビー・ニューヨーク
- ラグビーATL

### カナダ
- トロント・アローズ

## プレミアシップ
プレミアシップ・ラグビーの2022-23シーズンの所属チーム。

### イングランド
- バース・ラグビー
- ブリストル・ベアーズ
- エクセター・チーフス
- グロスター・ラグビー
- ハーレクインズ
- レスター・タイガース
- ロンドン・アイリッシュ
- ニューカッスル・ファルコンズ
- ノーサンプトン・セインツ
- セール・シャークス
- サラセンズ

## トップ14
フランス選手権トップ14の2022-23シーズンの所属チーム。

### フランス
- アヴィロン・バイヨネ
- ユニオン・ボルドー・ベグル
- CAブリーヴ
- カストル・オランピック
- ASMクレルモン・オーヴェルニュ
- スタッド・ロシュレ
- リヨンOU
- モンペリエ・エロー・ラグビー
- セクシオン・パロワーズ
- USAペルピニャン
- ラシン92
- スタッド・フランセ・パリ
- RCトゥーロン
- スタッド・トゥールーザン

## セリエAエリート
セリエAエリートの2024-25シーズンの所属チーム。

### イタリア
- ラグビー・コロルノ（英語版）
- フィアンメ・オーロ・ラグビー
- ラグビー・ライオンス・ピアチェンツァ（英語版）
- モリアーノ・ラグビー（英語版）
- ペトラルカ・ラグビー
- ラグビー・ロヴィーゴ・デルタ
- SSラツィオ・ラグビー1927（英語版）
- ヴァロラグビー・エミリア（英語版）
- ラグビー・ヴィアダーナ（英語版）
- レンジャース・ラグビー・ヴィチェンツァ（英語版）

## ナショナル・プロヴィンシャル・チャンピオンシップ
ナショナル・プロヴィンシャル・チャンピオンシップの2023シーズンの所属チーム。

### ニュージーランド
- オークランド
- ベイ・オブ・プレンティー（英語版）
- カンタベリー
- カウンティーズ・マヌカウ（英語版）
- ホークスベイ（英語版）
- マナワツ（英語版）
- ノース・ハーバー（英語版）
- ノースランド（英語版）
- オタゴ（英語版）
- サウスランド（英語版）
- タラナキ
- タスマン（英語版）
- ワイカト
- ウェリントン

## シュートシールド
シドニープレミアシップ・シュートシールドの2023シーズンの所属チーム。

### オーストラリア
- ノーザンサバーブスRFC
- シドニー・ユニヴァーシティFC
- ランドウィック・ラグビー
- マンリー・マーリンズ
- イーストウッド・ラグビー
- ワリンガーRC
- ゴードン・ラグビー
- イースタンサバーブスRUFC
- ハンター・ワイルドファイヤーズ（英語版）
- ウェスタンシドニー・トゥーブルーズ
- ウェストハーバー・パイレーツ
- サザンディストリクツRC

## カリーカップ
カリーカップ・プレミアディビジョンの2023シーズンの所属チーム。

### 南アフリカ共和国
- ブルー・ブルズ
- フリーステイト・チーターズ
- ゴールデン・ライオンズ
- グリフォンズ
- グリクアズ
- ピューマズ
- シャークス
- ウェスタン・プロヴィンス

## トップ12
URBAトップ12の2023シーズンの所属チーム。

### アルゼンチン
- アソシアシオン・アルムニ（英語版）
- CAロサリオ
- ベルグラーノAC
- ブエノス・アイレスCRC
- CASI
- CUBA
- インドゥ・クルブ
- ラ・プラタRC（英語版）
- クルブ・ニューマン（英語版）
- クルブ・プカラ（英語版）
- SIC
- クルブ・サン・ルイス（英語版）

## JAPAN RUGBY LEAGUE ONE
ジャパンラグビーリーグワン・ディビジョン1の2022-23シーズンの所属チーム。

### 日本
- NECグリーンロケッツ東葛
- クボタスピアーズ船橋・東京ベイ
- コベルコ神戸スティーラーズ
- 埼玉パナソニックワイルドナイツ
- 静岡ブルーレヴズ
- 東京サントリーサンゴリアス
- 東芝ブレイブルーパス東京
- トヨタヴェルブリッツ
- 花園近鉄ライナーズ
- 三菱重工相模原ダイナボアーズ
- 横浜キヤノンイーグルス
- リコーブラックラムズ東京